# UCI Women’s ProTeam
UCI Women’s ProTeams sind durch den Weltradsportverband UCI lizenzierte Radsportteams im Straßenradsport der Frauen.
Die Teamkategorie UCI Women’s ProTeam wurde zur Saison 2025 eingeführt und schließt die Lücke zwischen den UCI Women’s WorldTeams und den UCI Women’s Continental Teams vergleichbar zu den UCI ProTeams der Männer.

## Identität, Name, Nationalität und Lizenzierung
Die Vorgaben der UCI zu Identität, Name, Nationalität und Lizenzierung sind vergleichbar zu den Vorgaben für die UCI ProTeams der Männer und seit dem 1. Juli 2024 in das Reglement der UCI in Kapitel XIX aufgenommen.

## Fahrerinnen
Die Mindestanzahl von Fahrerinnen je UCI Women’s ProTeam beträgt 10. Die Höchstanzahl von Fahrerinnen je Team beträgt ohne Neoprofis 18, bei einem Neoprofi 19 und bei zwei bis fünf Neoprofis 20. Darüber hinaus kann ein UCI Women’s ProTeam ab dem 1. August eines jeden Jahres bis zu zwei Fahrerinnen als Stagiaires vertraglich verpflichten, die für das ProTeam an allen Rennen mit Ausnahme der UCI Women’s WorldTour an den Start gehen dürfen.
Die Fahrerinnen der UCI Women’s ProTeam sind Berufssportler. Ihre Mindestarbeitsbedingungen, darunter das Mindestgehalt sind im UCI-Reglement geregelt. Das Mindestgehalt liegt anfangs noch deutlich unter dem Niveau für Männer, wird sich aber in den nächsten Jahren deutlich erhöhen. 2025 beträgt es für Fahrerinnen als Arbeitnehmer 16.720 € jährlich für einen Neoprofi sowie 20.000 € für andere Fahrerinnen. Wenn die Fahrerin als freie Mitarbeiterin fährt, erhöht sich der Betrag auf 27.420 € bzw. 32.800 €.

## Development Teams
Mit Einführung der UCI Women’s ProTeams können Teambetreiber eines ProTeams, die ein UCI Women’s Continental Team betreiben, dieses bei der UCI als Development Team („Farmteam“) registrieren. Jeweils maximal zwei Fahrerinnen einen solchen Development Teams können für das verbundene ProTeam an einem Rennen der UCI ProSeries teilnehmen, maximal vier an einem Rennen der ersten UCI-Kategorie. Umgekehrt können maximal zwei Fahrerinnen des ProTeams für das Continental Team an Rennen der ersten Kategorie bzw. eine Fahrerin an Rennen der zweiten Kategorie teilnehmen.

## Einladung zur UCI Women’s WorldTour
Die besten zwei UCI Women’s ProTeams des Vorjahres sind automatisch für alle Rennen der UCI Women’s WorldTour der laufenden Saison qualifiziert. Da im Unterschied zur UCI WorldTour der Männer für UCI Women’s WorldTeams keine Teilnahmepflicht an der WorldTour besteht, sind bei weniger als 13 teilnehmenden WorldTeams Einladungen an ProTeams entsprechend ihrer Rangliste im Vorjahr zu vergeben, bis eine Gesamtzahl von 15 teilnehmenden Teams erreicht ist.